# 44027 Termain
44027 Termain è un asteroide della fascia principale. Scoperto nel 1998, presenta un'orbita caratterizzata da un semiasse maggiore pari a 2,6291953 UA e da un'eccentricità di 0,2532938, inclinata di 12,22023° rispetto all'eclittica.